# Принцип реактивність - селективність
Принцип реактивність — селективність (рос. Принцип реакционная способность — селективность, англ. reactivity — selectivity principle) — чим реактивнішим є реактант, тим менш він селективний, або чим більша швидкість реакції, тим менше вона залежить від зміни структури реагуючих частинок. Однак, це не завжди справджується. Коли маємо два субстрати A1 та A2 i два реагенти R1 та R2, при чому A1 та R1 більш реактивні ніж A2 та R2, тоді відносні селективності реакцій Si, j в логарифмічних одиницях будуть для
- A2 + R1 → P1 при k21
- A1 + R1 → P2 при k11
- S(2,1/1) = logk2 — logk1,

а для реакцій
- A2 + R2 → P3 при k22
- A1 + R2 → P4 при k12
- S(2,1/2) = logk22 — logk12.

У загальному, можливі три випадки.
Коли S(2,1/1) > S(2,1/2), принцип виконується у відповідності до вищезазначеного формулювання, тобто селективність менш реактивного реагенту є більшою (діє принцип Геммонда).
Коли S(2,1/1) = S(2,1/2), селективності частинок R1 та R2 по відношенню даної пари субстратів співпадають. Коли S(2,1/1) < S(2,1/2), селективність менш реактивного реагента є меншою (анти-геммондівська залежність).